# Дебаст, Зено
Зено́ Кун Деба́ст (нидерл. Zeno Koen Debast; 24 октября 2003) — бельгийский футболист, защитник лиссабонского «Спортинга» и сборной Бельгии. Участник чемпионата Европы 2024.

## Клубная карьера
Дебаст — воспитанник футбольной академии «Андерлехта». В конце 2019 года подписал свой первый профессиональный контракт с клубом, а в феврале 2021 года продлил контракт до 2023 года. 2 мая 2021 года дебютировал в основном составе «Андерлехта» в матче высшего дивизиона чемпионата Бельгии против «Брюгге».

## Карьера в сборной
Выступал за сборные Бельгии до 15, до 16, до 17 и до 19 лет. В сентябре 2022 года дебютировал за главную сборную Бельгии.
10 ноября 2022 года был включён в официальную заявку сборной Бельгии для участия в матчах чемпионата мира 2022 года в Катаре.

## Достижения
«Спортинг»
- Чемпион Португалии: 2024/25